# Bränntjärnen, Härjedalen
Bränntjärnen är en sjö i Härjedalens kommun i Härjedalen och ingår i Ljusnans huvudavrinningsområde.